# Euchalcia paulina
Euchalcia paulina är en fjärilsart som beskrevs av Otto Staudinger 1891. Euchalcia paulina ingår i släktet Euchalcia och familjen nattflyn. Inga underarter finns listade i Catalogue of Life.